# Madonna de Alzano
La Madonna de Alzano (en italiano: Madonna di Alzano ) es una pintura del pintor renacentista italiano Giovanni Bellini, que la realizó alrededor de 1485.  A veces se conoce como Madonna Morelli por el nombre del último propietario o Madonna della Pera. Desde 1891 forma parte de la colección de la Accademia Carrara en Bérgamo.

## Origen
La Madonna de Alzano probablemente formó parte de la dote de Lucrezia Agliardi. Ella provenía de una de las familias más importantes de Bérgamo. Viuda a temprana edad, fundó un monasterio en Albino y se convirtió en abadesa. Más tarde, el lienzo terminó en una iglesia en la cercana Alzano Lombardo, lo que explica el apodo de la pintura. El lienzo cambió varias veces de propiedad, después de lo cual terminó en la Academia Carrara el año 1891 a través del legado de Giovanni Morelli.

## Descripción
Bellini y su taller hicieron muchas pinturas de María con el Niño. La Madonna de Alzano tiene un lugar especial dentro de este grupo, porque el trabajo tiene una gran calidad artística y sirvió como prototipo para trabajos posteriores como la Madonna de los arbustos o la Madonna con querubines rojos.
En primer plano, María y Jesús están representados con una rica tela rectangular detrás de ellos. Esto recuerda a las pinturas de la sacra conversazione de la época, muchas de las cuales mostraban un fondo con similar tipo de dosel. En el primer plano se encuentra una balaustrada de mármol rojo que tiene pintado un trozo de papel arrugado en el que Bellini firma sus trabajos: Ioannes BELLINVS / P. En esta barandilla hay una pera, posiblemente una referencia al pecado original, del cual Cristo traerá la redención. Este símbolo no aparece en ninguna otra pintura de Bellini.
En el fondo se puede ver un paisaje meticulosamente elaborado del norte de Italia, a la izquierda se representa una ciudad con una laguna en la que navegan las góndolas; más cerca hay una cacería y dos peregrinos, identificados por su personal vestimenta, descansando debajo de un árbol. A la derecha hay una ciudad más cercana rodeada por una muralla con torres. Dos hombres están conversando al pie del muro.